# Lasiodora acanthognatha
Lasiodora acanthognatha é uma espécie de aranha pertencente à família Theraphosidae (tarântulas).